# کدنهام
کدنهام (به انگلیسی: Coddenham) یک روستا و محله مدنی در بریتانیا است که در Mid Suffolk واقع شده‌است. کدنهام ۵۷۰ نفر جمعیت دارد.